# Ryan VZ-3 Vertiplane
Ryan VZ-3 Vertiplane, tovarniška oznaka Ryan Model 92 je bilo eksperimentalno V/STOL letalo, ki ga je razvil ameriški Ryan Aeronautical Company v 1950ih. VZ-3 je poganjal en turbogredni motor Avco Lycoming T53. Dva propelerja sta potiskala zrak v posebej oblikovano krilo, ki je spremenilo smer zraka v vertikalno. Tako je bil VZ sposoben skoraj vertikalnega vzleta, potreboval je samo 9 metrov prostora. VZ-3 je imel tudi sposobnost lebdenja. 

## Specifikacije
Podatki iz Jane's 1976.
Splošne značilnosti
- Posadka: 1
- Dolžina: 27 ft 8 in (8,43 m)
- Razpon kril: 23 ft 5 in (7,14 m)
- Višina: 10 ft 8 in (3,25 m)
- Bruto teža: 2.600 lb (1.179 kg)
- Pogon letala: 1 × Avco Lycoming T53-L-1 turbogredni motor, 1.000 shp (750 kW)